# Algéria vasúti közlekedése
Algéria vasúti közlekedése a kontinens egészéhez képest fejlettnek mondható. Nemzeti vasúttársasága az Société Nationale des Transports Ferroviaires. Az ország 3 973 km vasútvonallal rendelkezik, melyekből 3 572 km-en van forgalom. 2 888 km normál nyomtávolságú, 283 km villamosított, 1 085 km 1 055 mm-es nyomtávolságú.
Az országban egy metróhálózat és hét modern villamosüzem is működik.

## SNTF leányvállalatok
Az államvasút monopolhelyzetben van. Kilenc leányvállalatból áll:
- RAIL EXPRESS
- STIM
- INFRARAIL
- RAIL ELECTR
- SETIRAIL
- RAIL TRANSIT
- RESTAURAIL
- RAIL PUB AFFICHAGE
- RAIL TELECOM

## Vasúti kapcsolata más országokkal
- Tunézia van, 1435 mm-es nyomtáv
- Marokkó, van, de az 1990-es években megszűnt a forgalom, 1435 mm-es nyomtáv
- Líbia - az országban nincs vasút
- Niger - az országban nincs vasút
- Mali - nincs
- Mauritánia - nincs
- Nyugat-Szahara - nincs

## Lásd még
- High Plateau vonal